# Acridinae (amfibieën)
Acridinae zijn een onderfamilie van kikkers uit de familie boomkikkers (Hylidae).
De groep werd voor het eerst wetenschappelijk beschreven door George Jackson Mivart in 1869. Oorspronkelijk werd de wetenschappelijke naam Acridina gebruikt. Er zijn drie geslachten en 21 soorten, die voorkomen in delen van Noord-Amerika, van noordelijk Mexico, via oostelijk Amerika tot zuidelijk Canada.

## Geslachten
Onderfamilie Acridinae
- Acris
- Hyliola
- Pseudacris

Acridinae · 
Cophomantinae · 
Dendropsophinae · 
Hylinae · 
Lophyohylinae · 
Pseudinae · 
Scinaxinae